# Gmina Rudna
Die Gmina Rudna ist eine Landgemeinde im Powiat Lubiński der Woiwodschaft Niederschlesien in Polen. Ihr Sitz ist das gleichnamige Dorf (bis 1945 die Stadt Raudten) mit etwa 1500 Einwohnern.

## Geographie

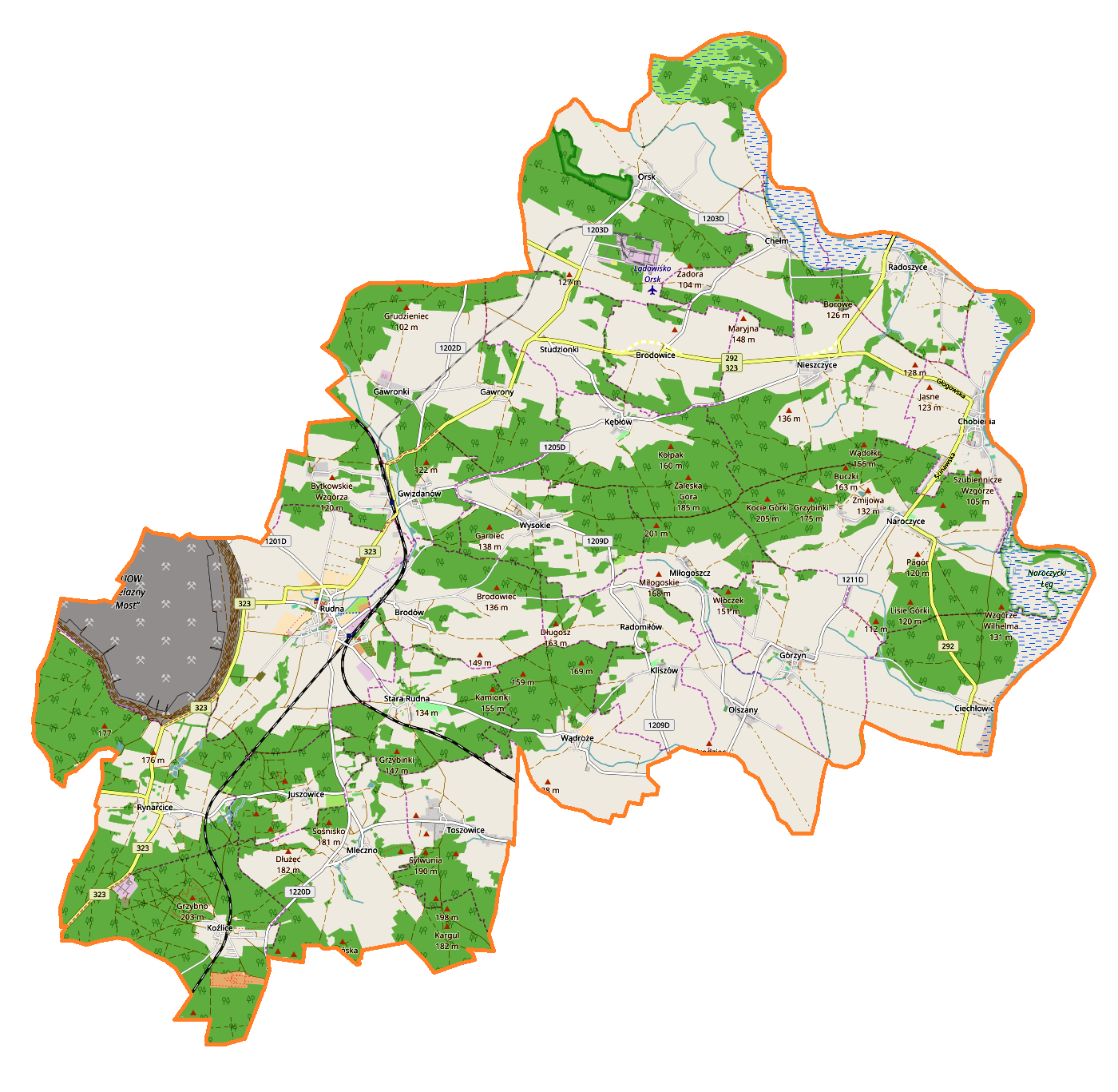
Karte der Gemeinde

Die Gemeinde liegt im Norden der Woiwodschaft Niederschlesien. Nachbargemeinden sind Pęcław sowie Niechlów im Norden, Jemielno im Osten, Wińsko im Südosten, Ścinawa sowie Lubin im Süden,  Zawonia im Südwesten, Polkowice im Westen und Grębocice im Nordwesten. Die Kreisstadt Lubin (Lüben) liegt drei Kilometer südwestlich, Breslau etwa 50 Kilometer südöstlich.
Die Ostgrenze der Gemeinde wird durch die Oder gebildet. – Westlich des Orts Rudna befindet sich mit dem Zbiornik odpadów ein etwa 1400 Hektar großes Absetzbecken einer Kupfermine der KGHM Polska Miedź.

## Geschichte

### Verwaltungsgeschichte
Die Landgemeinde wurde 1973 aus Gromadas wieder gebildet. Die Gemeinde kam 1975 von der Woiwodschaft Breslau zur Woiwodschaft Legnica, der Powiat wurde aufgelöst. Zum 1. Januar 1999 kam die Gemeinde zur Woiwodschaft Niederschlesien und zum wieder errichteten Powiat Lubiński.
Vor 1945 gehörten die Orte der Gemeinde je nach Zeitabschnitt zu den Landkreisen (siehe dort): Wohlau, Lüben und Guhrau.

### Partnerschaften
Gemeindepartnerschaften bestehen seit 2003 mit Oybin in Sachsen und seit 2009 mit Rudná u Prahy in Tschechien.

## Gliederung

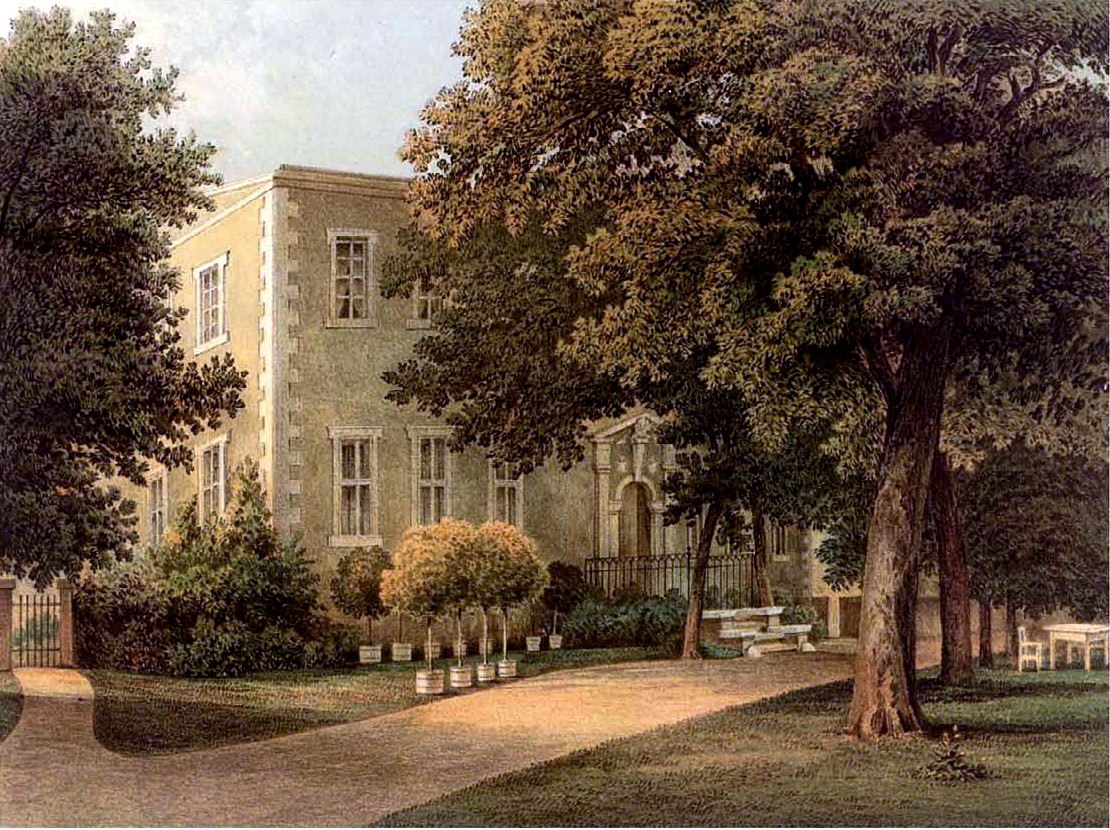
Schloss Klieschau, Sammlung Alexander Duncker

Die Landgemeinde (gmina wiejska) Rudna besteht aus Dörfern mit 29 Schulzenämtern (sołectwa; deutsche Namen, amtlich bis 1945):
1. Brodów (Brodelwitz)
2. Brodowice (Brödelwitz)
3. Bytków (Gut Beitkau)
4. Chełm (Bartsch-Kulm)
5. Chobienia (Köben an der Oder)
6. Ciechłowice (Zechelwitz)
7. Gawronki (Klein Gaffron, Gaffron im Kreis Lüben)
8. Gawrony (Groß Gaffron, Gaffron im Kreis Lüben)
9. Górzyn (Guhren)
10. Gwizdanów (Queissen)
11. Juszowice (Jauschwitz)
12. Kębłów (Kammelwitz)
13. Kliszów (Klieschau)
14. Koźlice (Koslitz im Kreis Lüben)
15. Miłogoszcz (Mühlgast)
16. Mleczno (Mlitsch)
17. Naroczyce (Nährschütz)
18. Nieszczyce (Nistitz)
19. Olszany (Ölschen)
20. Orsk (Urschkau)
21. Radomiłów (Thielau)
22. Radoszyce (Radschütz)
23. Rudna (Raudten)
24. Rynarcice (Groß Rinnersdorf)
25. Stara Rudna (Alt Raudten)
26. Studzionki (Steudelwitz)
27. Toszowice (Töschwitz bei Steinau)
28. Wądroże (Wandritsch)
29. Wysokie (Weißig)

Pielgrzymów (Pilgramsdorf, Kreis Lüben) ist ein untergegangenes Dorf.

## Verkehr
Die Woiwodschaftsstraße DW323 führt von der Kreisstadt Lubin nach Góra (Guhrau), die DW292 von Głogów (Glogau) nach Ścinawa (Steinau an der Oder).
An der Bahnstrecke Breslau–Stettin bestehen die Stationen Rudna Miasto und Rudna Gwizdanów.
Der nächste internationale Flughafen ist Breslau.

## Persönlichkeiten
- Christian Knorr von Rosenroth (1636–1689), Dichter, Schriftsteller und Komponist; geboren in Alt-Raudten
- Oswald Friedrich Feyerabend (1809–1872), Pfarrer und Bürgermeister von Auras; geboren in Töschwitz.[5]